# Reformierte Kirche Moosseedorf

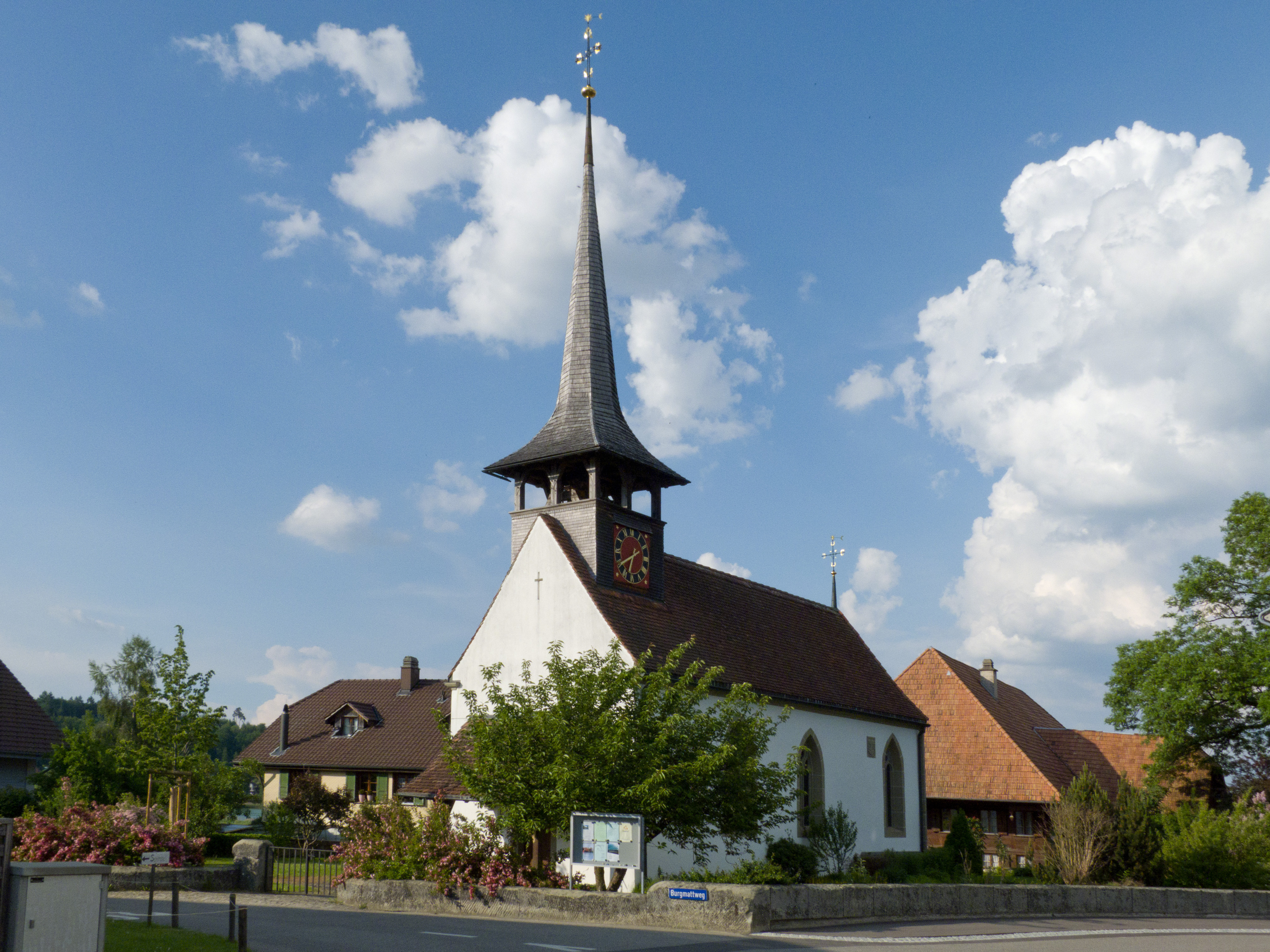
Kirche Moosseedorf, Südwestansicht

Die Reformierte Kirche Moosseedorf ist die Dorfkirche von Moosseedorf im Kanton Bern mit alter Geschichte.

## Geschichte
Erstmals erwähnt wurde 1242 eine Kirche wegen eines Streits zwischen dem Ritter Ullrich von Seedorf (= Moosseedorf) und dem Cluniaszenserpriorat auf der St. Petersinsel um den Kirchensatz von Moosseedorf, wobei die Kyburger Grafen Hartmann der Ältere und sein Neffe Hartmann der Jüngere als Lehensherren schlichtend einwirkten. Das heute verschwundene Wasserschloss der Seedorfer lag unmittelbar nördlich der Kirche, und zu ihrem Besitz gehörte auch die Kirche als Privatkapelle. Mit Bestätigung des Bischofs von Konstanz fiel der Kirchensatz an den Ritter Ullrich, und er trat im Gegenzug Besitzungen in Galmiz (FR) an das Priorat ab.
1256/1257 schenkten die Brüder Ullrich und Berchtold von Seedorf gegen eine Art grosszügiger Altersrente ihren Besitz und ihre Rechte einschliesslich der Kirche an die Johanniterkomturei von Münchenbuchsee. Seither gehört Moosseedorf kirchlich zu Münchenbuchsee, und Johanniterpriester feierten in der Folge regelmässig die Messen.
Mit der Reformation in Bern 1528 und der Säkularisation der Klöster fielen der Kirchensatz und die Güter an die Stadt Bern. Der letzte Komtur des Johanniterhauses Münchenbuchsee, Peter von Englisberg, musste 1529 den verschuldeten Besitz an die Obrigkeit abtreten und erhielt dafür das Schloss Bremgarten.
Die Kirche selbst wurde geteilt, das Kirchenschiff blieb im Besitz der Gemeinde, der Chor, als Sitz der Obrigkeit, fiel mit der Unterhaltspflicht an den Staat Bern. 1559 verlor die Kirche ihre Eigenständigkeit und wurde dem Kirchspiel Münchenbuchsee als Filiale unterstellt. Die Gottesdienstordnung sah zwei Predigten pro Woche vor, und an Sonntagen waren die Seedorfer gehalten, in Buchsee zur Predigt zu gehen. Bis 1740 fanden an zwei Sonntagen in der Kirche Moosseedorf noch Gottesdienste statt, danach nur noch einmal monatlich.
1721 trat Bern die Besitzungen und die Gerichtsbarkeit von Moosseedorf an den Berner Patrizier Hieronymus von Erlach ab. Die Herrschaft der Berner Adelsfamilien fand erst mit dem Einmarsch von Napoleons Truppen und der Schlacht am Grauholz ihr Ende. 

## Baugeschichte
Nach der Überlieferung soll bereits im 9./10. Jahrhundert an der Stelle der heutigen Kirche eine Kapelle gestanden haben. Tatsächlich belegen die archäologischen Grabungen von 1965 aber eine erste Kirche im 12./13. Jahrhundert. Nachgewiesen ist ein romanischer Bau mit einer halbrunden Apsis mit kleinen Rundbogenfenstern. Man nimmt an, dass dies die Mutterkirche der Region und damit auch von Münchenbuchsee gewesen sei.

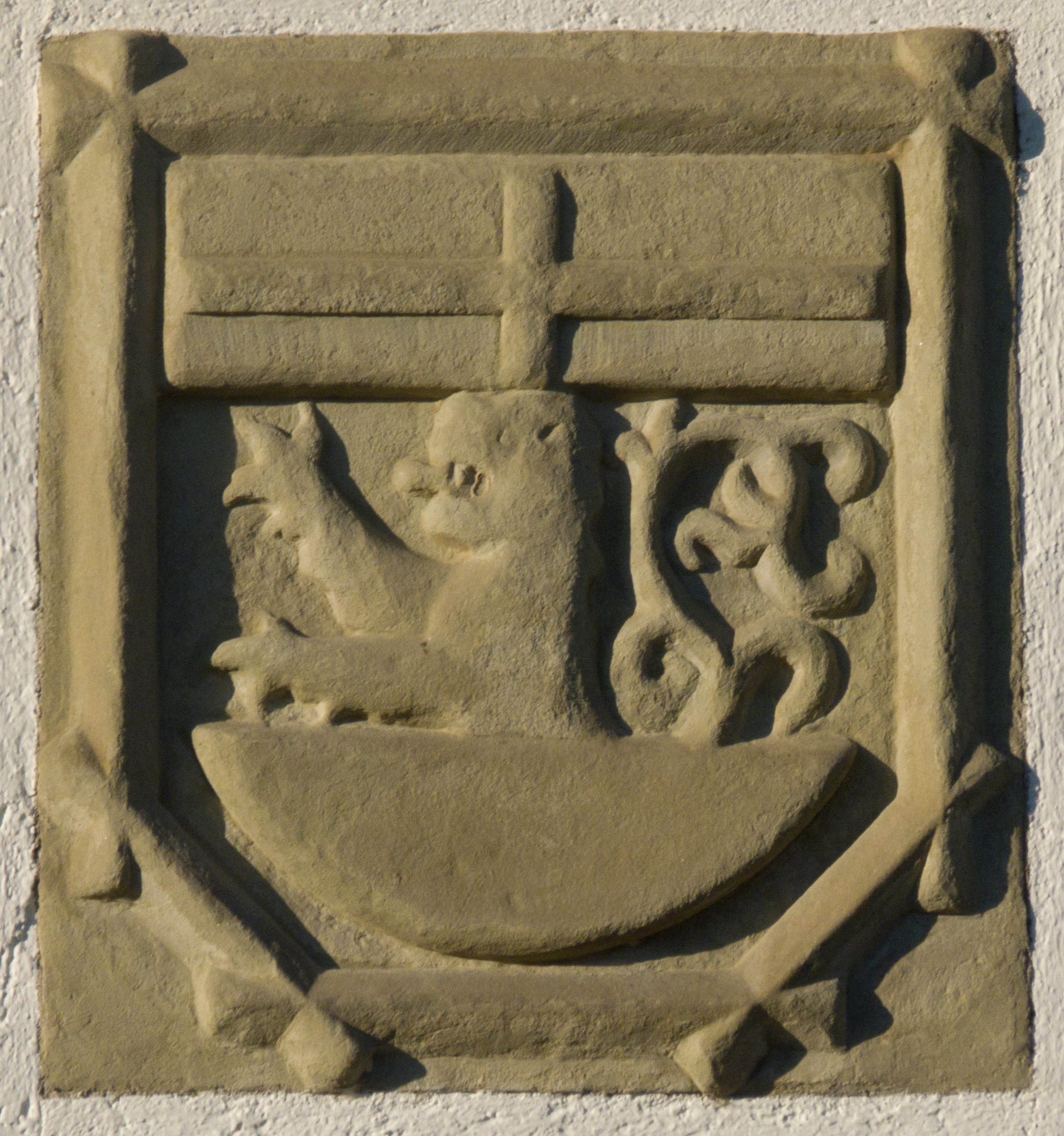
Wappen des Peter von Englisberg

Die heutige Kirche entstand im Stil der Zeit 1520–1528, auf Initiative des Komturs Peter von Englisberg, dessen Wappen an der Südfassade der Kirche angebracht ist. Der spätgotische Stil des neuerrichteten Chors wurde vereinheitlichend für den Umbau des alten, romanischen Kirchenschiffs verwendet. Die so entstandene Saalkirche mit Polygonalchor wirkte wie aus einem Guss. Vermutlich trug das durchgehende Satteldach über dem Chor einen Dachreiter für die Glocke. Eine neue Sakristei wurde an der Nordseite angefügt und im Innern eine verzierte Flachdecke eingezogen.
Mit der historisierenden Renovation von 1873 bis 1874 erfuhr die Kirche starke Veränderungen. Der westliche Eingang wurde zugemauert und durch zwei Türen an der Südseite ersetzt. Das Dach erhielt eine schwächere Neigung, und der Dachreiter bekam zwei neue Glocken. Das von der Einwohnergemeinde gestiftete Harmonium fand im Chor seinen Platz.
1915–1916 wurde der ursprüngliche Zustand wiederhergestellt. Der Baumeister O. Kästli aus Münchenbuchsee öffnete den Zugang vom Westen wieder und versah ihn mit einer schlichten Vorhalle mit Pultdach. Dazu erhöhte er den Dachstuhl auf das ursprüngliche Mass und ersetzte den Dachreiter nach dem Vorbild des Glockengadens der benachbarten Kirche von Jegenstorf mit vier Zifferblättern und einer dritten Glocke. Auf die neu erstellte Empore versetzte man das Harmonium, und die Wände wurden mit Malereien im Heimatstil verziert.
Unter den Architekten Ernst und Ullrich Indermühle erfolgte 1965–1966 eine umfassende Renovation und Rekonstruktion des spätgotischen Zustands. Bei den gleichzeitigen archäologischen Grabungen wurden die alten Grundmauern freigelegt und danach die ursprüngliche Sakristei neu errichtet. Die Fussböden wurden auf das ursprüngliche Niveau abgesenkt und die Empore für eine neue Orgel vergrössert. Mit der Neugestaltung verschwanden die Malereien. Heute sind die Wände in schlichtem Weiss gehalten.

## Ausstattung
Im Chor der durch einen Rundbogen mit Sichtmauerwerk und Kämpfern aus Sandstein abgetrennt ist, steht der schmucklose Taufstein aus dem 13. Jahrhundert. 
An der nördlichen Chorwand befindet sich das mit gotischen Ornamenten und Türmchen verzierte Sakramentshaus von 1520.
Das mittlere Chorfenster ist mit zwei wohl vom Staat Bern gestifteten Kabinettscheiben ausgestattet, die linke stellt die Madonna im Strahlenkranz und die rechte den hl. Vinzenz, den Patron der Stadt Bern, dar. Darüber befindet sich eine Wappenscheibe, gestiftet von Albrecht von Nünegg. Die modernen Glasmalereien in den Fenstern des Kirchenschiffs mit den Symbolen der vier Evangelisten stammen vom Glasmaler Robert Schär aus Steffisburg.
Die Kanzel um 1620–1640 trägt die wohl 1920 angebrachte Inschrift: Welchs ist Christi Kilch? – Die sin Wort hört. Zwingli.

## Orgel
1967 erstellte die Firma Orgelbau Wälti aus Gümligen auf der Empore eine Orgel mit 714 Pfeifen in elf Registern auf zwei Manualen und Pedal.

## Kirchturm und Glocken
Der Dachreiter ist mit einer Turmuhr der Firma J. G. Baer aus Sumiswald von 1915 ausgestattet. Das dreistimmige Glockengeläut in A-Dur (A/Cis/E) mit Glocken von 1874 und 1975 wurde von der Glockengiesserei H. Rüetschi in Aarau geliefert.